# Fastelavn (film)
Fastelavn er en dansk kortfilm fra 2007 instrueret af Kræsten Kusk.

## Handling
Rainer og Alice har været gift længe. Traditionen tro inviteres der til fastelavnsfest igen i år. Nu skal der festes og slås katten af tønden Der drikkes, hæmningerne smides og maskerne falder; en hemmelighed afsløres og det bliver en aften, de aldrig vil glemme.

## Medvirkende
- Steen Springborg, Rainer
- Karen-Lise Mynster, Alice
- Julie Wright, Julie
- Philip Varlev, Gustav